# 레벨 에디터
레벨 에디터(영어: level editor)란 비디오 게임의 레벨이나 맵, 캠페인을 설계하는 소프트웨어로 월드 에디터, 맵 에디터, 캠페인 에디터 혹은 시나리오 에디터 등으로도 불린다.
레벨 에디터는 게임 개발 현장에서 개발 팀의 디자이너들이 레벨을 제작할 수 있게 해주는 역할도 하지만, 최종 사용자에게 제공되어 팬들이 게임의 레벨을 만들 수 있게 하는 도구로 쓰이기도 한다. 전자를 하는 사람은 게임 개발의 보직 중 하나로 레벨 디자이너라 불리고, 후자는 보통 매퍼(mapper)로 불린다.
맵퍼의 경우에는 다른 사람들과 함께 모드 게임 제작에 참여하기도 하고, 그 레벨 편집 행위 자체가 모드 제작 행위가 되기도 한다. 개발 현장에서 사용되는 레벨 에디터 역시 최종 사용자에게 전달되는 것과 크게 다르지 않은 것이 대부분이지만, 그보다 편의성이 낮을 수도 있다.

## 특징

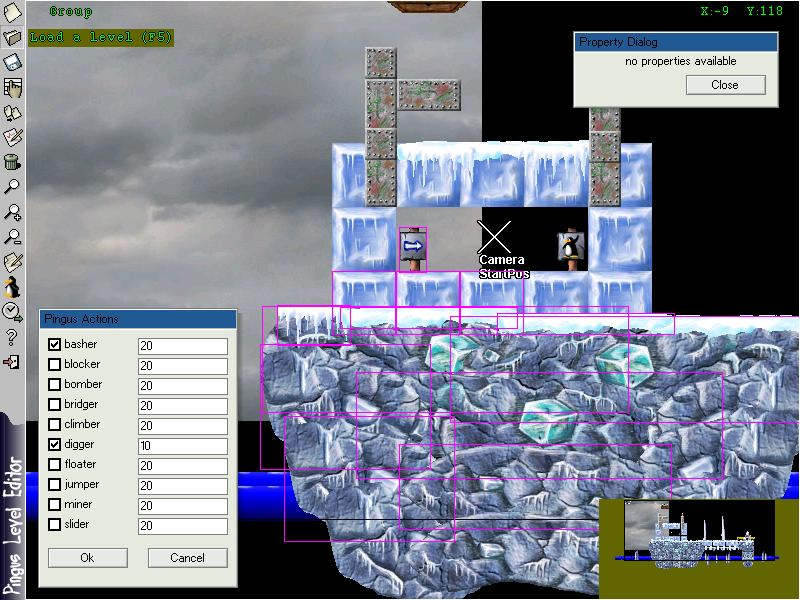
2D 자유 소프트웨어 게임 《Pignus》의 레벨 에디터.

대부분의 레벨 에디터는 그래픽 사용자 인터페이스를 특징으로 하고 있고, 위지윅으로 게임 상에서 보이는 바를 그대로 편집할 수 있다. 크라이엔진의 샌드박스 같은 에디터는 프로그램 상에서 맵을 편집을 하면서 바로 바로 플레이할 수 있는 기능을 제공하기도 한다.

## 주요 레벨 에디터
- 크라이시스와 파크라이의 샌드박스 에디터
- 언리얼 엔진 시리즈의 언리얼 에디터
- 심즈 2 레벨과 콘텐츠 에디터인 SimPE
- 하프라이프의 밸브 해머 에디터
- 스타크래프트의 스타에디트
- 워크래프트 3 월드 에디터
- 툼 레이더 레벨 에디터

## 같이 보기
- 레벨 디자인
- 레벨 디자이너
- 모드
- 게임 엔진